# (73637) Gunée
(73637) Gunée, désignation internationale (73637) Guneus, est un astéroïde troyen jovien.

## Description
(73637) Gunée est un astéroïde troyen jovien, camp grec, c'est-à-dire situé au point de Lagrange L4 du système Soleil-Jupiter. Il présente une orbite caractérisée par un demi-grand axe de 5,179 UA, une excentricité de 0,183 et une inclinaison de 12,0° par rapport à l'écliptique.
Il est nommé en référence au personnage de la mythologie grecque Gunée, acteur du conflit légendaire de la guerre de Troie.

## Compléments